# 法政大学大学院イノベーション・マネジメント研究科
法政大学大学院イノベーション・マネジメント研究科（ほうせいだいがくだいがくいんいのべーしょんまねじめんとけんきゅうか、英：Graduate School of Innovation and Management, Hosei University）は、法政大学が設置する専門職大学院。通称は、法政大学経営大学院。

## 概要
法政大学大学院イノベーション・マネジメント研究科は、日本における高度な経営教育と実務研究の融合を目的とした専門職大学院であり、東京都千代田区に位置する法政大学大学院の一つ。2004年に創設され、経営へのIT活用を理解し、価値の高い企業経営を実現できる高い能力の人材を育成するために、「イノベーション・マネジメント」に特化した大学院としてスタートした。
本大学院では一般的な2年制ではなく、1年制を主体とつつ同時に2年制（昼夜・土曜日開講）を併設する体制となっている。これは、長らくビジネスの場を離れることを忌避するキャリアアップを目指す人物や企業派遣の社会人が、気軽に学習可能な環境を提供し、エンプロイアビリティを向上させるためである。
新一口坂校舎に本部が置かれている本大学院は「MBAコース」、中小企業診断士の資格が取得可能な「中小企業診断士養成課程コース」、英語による講義が展開される「GMBAコース」が開設されており、多様な学習環境を提供している。

## 沿革
- 1920年（大正9年） - 大学令により大学へと昇格、同時に経済学部、法学部設置
- 1948年（昭和23年） - 経済学部経済学科及び商業学科の通信教育設置
- 1949年（昭和24年） - 経済学部を再編するとともに第二部を設置
- 1951年（昭和26年） - 社会科学研究科に経済学専攻のそれぞれ修士課程を設置、人文科学研究科に哲学・日本文学・英文学専攻
- 1959年（昭和34年） - 商業学科が経営学部として独立、経営学部長に有沢広己が就任
- 1964年（昭和39年） - 「経営志林」創刊
- 1966年（昭和41年） - 「電子計算機概論」設置
- 1967年（昭和42年） - 「公認会計士試験講座」発足
- 1977年（昭和52年） - 国際シンポジウム「都市問題ー東京・ロンドンの研究」開催
- 1984年（昭和59年） - 国際シンポジウム「日本的経営の光と影」を創立二十五周年事業として開催
- 1992年（平成4年） - 寄付講座「日本の企業経営ケーススタディ」開設、経営学専攻を経済学専攻から分離独立させ、経営学専攻に修士・博士後期課程を設置。経済学と経営学専攻の修士課程で昼夜開講制を実施。大学院専用棟92年館（現大学院棟）竣工
- 1992年（平成4年）- 大学院棟竣工
- 1995年（平成7年）- 日本初の大学院夜間博士後期課程を開設
- 1995年（平成5年） - 経営学専攻・博士後期課程で昼夜開講制を実施（日本初の夜間博士後期課程）
- 2000年（平成12年）- ボアソナード・タワー竣工[4]
- 2004年（平成16年）- 法政大学大学院イノベーション・マネジメント研究科、法政大学法科大学院設置
- 2005年（平成17年） - 経営学研究科キャリアデザイン学専攻を設置
- 2013年（平成25年） - 経営学研究科から独立改組し、キャリアデザイン学研究科キャリアデザイン学専攻として設置

## 関連施設
- ボアソナード・タワー
- 法政大学図書館

## 研究科長
- 玄場公規

## 著名な教員
専任教員
- 石島隆
- 岩瀬敦智
- 大塚有希子
- 五月女健治
- 坂本和子
- 高田朝子
- 丹下英明
- 都丸孝之
- 豊田裕貴
- 並木雄二
- 松本敦則
- 村上健一郎
- 山崎泰明
- 山田久
- ペクター・ケネス